# Powellinia elbaensis
Powellinia elbaensis är en fjärilsart som beskrevs av Hans Rebel 1948. Powellinia elbaensis ingår i släktet Powellinia och familjen nattflyn. Inga underarter finns listade i Catalogue of Life.